# Глобальная кухня

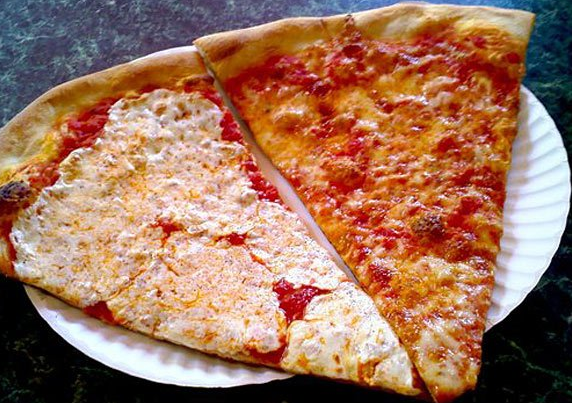
Пицца в Нью-Йорке — пример итальянской глобальной кухни

Глобальная кухня или Мировая кухня — это кухня, которая практикуется по всему миру. Кухня — это характерный стиль кулинарных практик и традиций, часто связанный с определенным регионом, страной или культурой. Чтобы стать глобальной кухней, местная, региональная или национальная кухня должна распространиться по всему миру, а её блюда подаваться повсеместно. Это процесс был запущен благодаря растущей глобализации.
В течение XX века были достигнуты значительные улучшения и достижения в области хранения, транспортировки и производства продуктов питания, и сегодня многие страны, города и регионы имеют доступ к своим традиционным кухням и многим другим мировым кухням.
В условиях кулинарной глобализации местная кухня стала товаром и подается по всему миру, особенно в западных странах. При этом, такая кухня может получать свои особенности, новые блюда, которые отличают её от кухни-прародителя. Например, это итало-американская кухня, или ролл Калифорния японской кухни.
Примерами глобальной кухни могут служить следующие кухни.

## Азия

### Япония
Японская кухня распространилась по всему миру, и такие типичные блюда, как суши и рамен, среди прочих, пользуются популярностью. Во многих случаях японская еда адаптируется и переосмысливается, чтобы соответствовать предпочтениям местного населения. Например, ролл «Калифорния» — популярное блюдо в Соединенных Штатах, которое является модификацией японского типа суши макидзуси. В Южной Корее и японское карри, и рамен были импортированы и популяризированы в первую очередь в виде продуктов быстрого приготовления. Тонкацу и темпура, которые произошли от западной еды, теперь считаются уникально японскими и продаются как таковые, так же как и японское карри, которое произошло от индийского карри.
Японские рестораны стали популярными по всему миру. Рынок японских ингредиентов также растет: такие бренды, как Ajinomoto, Kikkoman, Nissin и майонез Kewpie, создают производственные базы в других азиатских странах, таких как Китай, Таиланд и Индонезия.

### Китай
Китайская кухня получила широкое распространение во многих частях света — от Азии до Америки, Австралии, Европы и Африки. китайско-американская кухня и канадская китайская еда являются популярными примерами местных разновидностей. Местные ингредиенты были приняты при сохранении стиля и техник приготовления.

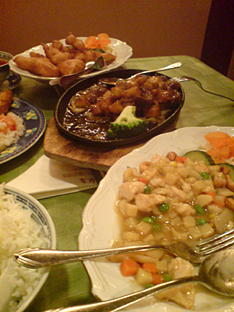
Китайская еда в Швеции

Традиционные китайские кухни включают Аньхойскую, Кантонскую, Фуцзяньскую, Хунаньскую, Цзянсускую, Шаньдунскую, Сычуаньскую и Чжэцзянскую кухни. Эти региональные кухни иногда называют «восемью кулинарными традициями Китая». Ряд различных стилей вносят свой вклад в китайскую кухню, но, возможно, наиболее известными и влиятельными являются кухни Сычуаня, Шаньдуна, Цзянсу и Гуандуна. Их стили отличаются друг от друга из-за таких факторов, как доступные ресурсы, климат, география, история, методы приготовления пищи и образ жизни. Многие китайские традиционные региональные кухни полагаются на основные методы сохранения продуктов, такие как сушка, соление, маринование и ферментация.

### Таиланд
Тайская кухня становится все более популярной в других частях света, включая Северную Америку, Европу и другие части Азии. Тайские рестораны становятся все более распространенными, предлагая тайское карри и другие традиционные блюда.

### Индия

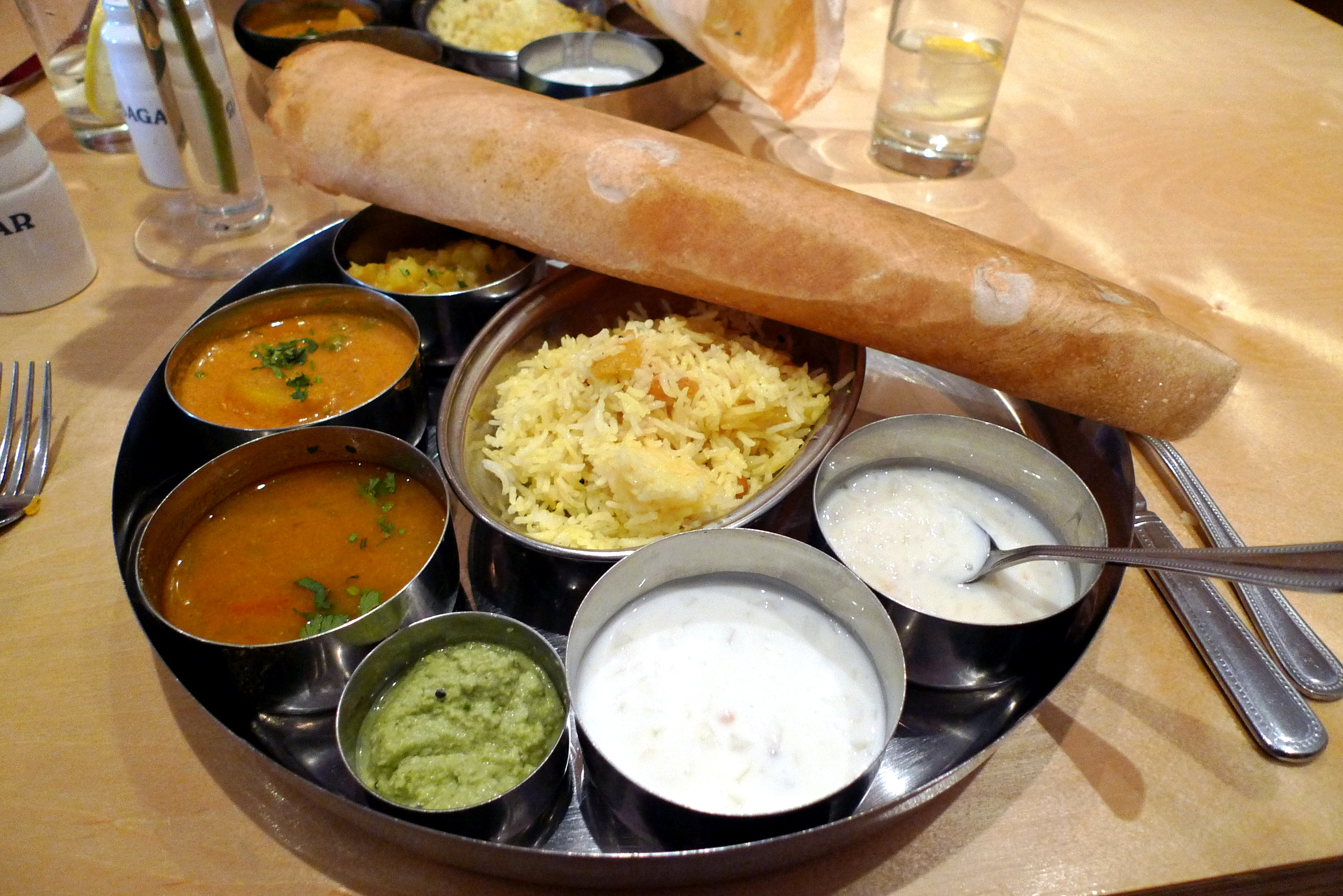
Индийская еда в Великобритании

Индийская кухня внесла свой вклад в формирование истории международных отношений; торговля специями между Индией и Европой часто упоминается историками как основной катализатор эпохи Великих географических открытий в Европе. Специи покупались в Индии и продавались по всей Европе и Азии. Она также оказала влияние на международные кухни, особенно кухни Юго-Восточной Азии, Британских островов и Карибского бассейна. Использование индийских специй, трав и овощей помогло сформировать кухни многих стран по всему миру.
Кухня Индии очень разнообразна, и в каждом штате есть совершенно разные блюда. Кулинарные различия зависят от различных местных культур, географического положения (находится ли регион близко к морю, пустыне или горам) и экономики.
Развитие местных кухонь также было сформировано индуистскими и джайнскими верованиями, в частности вегетарианством, которое является распространенной диетической практикой в индийском обществе. Исламское влияние со времен правления Моголов и Делийского султаната, а также персидское взаимодействие с североиндийской и деканской кухней, также являются весомыми факторами. Индийская кухня развивалась и продолжает развиваться в результате культурного взаимодействия страны с другими обществами. Исторические события, такие как иностранные вторжения, торговые отношения и колониализм, также сыграли важную роль в появлении определенных типов продуктов питания и привычек питания в стране. Например, картофель, основной продукт североиндийской диеты, был завезен в Индию португальцами, которые также завезли чили и хлебное дерево.

## Европа

### Франция

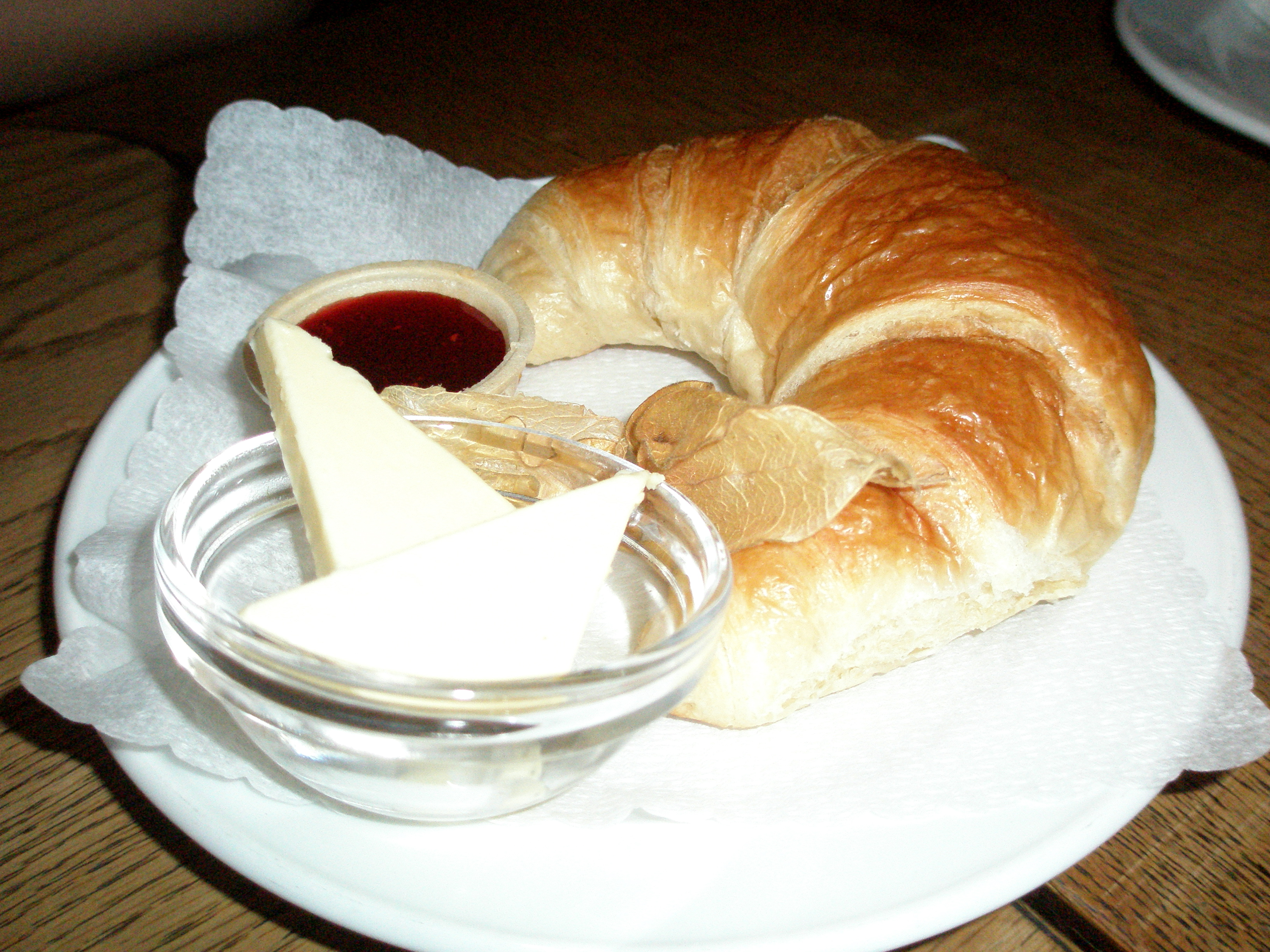
Французский круассан можно встретить во всем мире

Французская кухня условно делится на две основные ветви — региональную народную и изысканную аристократическую. К региональной кухне относятся блюда, которые на протяжении веков готовили жители различных исторических областей страны. Аристократическая французская кухня сформировалась при дворе Бурбонов, когда Париж стал законодателем мировой моды. Её неповторимые блюда отличались разнообразием и изысканностью. Французской кухне принадлежит заслуга создания высокой кухни. Блюда французской кухни стали классикой ресторанной кухни, а также прочно вошли в домашние кухни по всему миру.

### Италия
Итальянская кухня — одна из самых известных в мире. Как средиземноморская кухня, итальянская кухня широко использует продукты на основе пшеницы, морепродуктов, оливок, томатов и винограда, и ценит использование небольшого количества, но высококачественных ингредиентов. Итальянские рестораны можно встретить во всем мире, а пицца и паста, как и ряд других блюд, принесли славу итальянской кухне.

## Северная Америка

### США
Американская кухня — это традиции приготовления пищи, возникшие в Соединенных Штатах Америки. Пищевые практики коренных народов Америки и местные продукты, европейская колонизация Америки и приток иммигрантов из многих стран, привели к богатому разнообразию в приготовлении пищи по всей стране. Америка является одним из создателей современного фаст-фуда, получившего распространение в виде блюд и ресторанов быстрого питания по всему миру.